# Ljubodrag Simonović
Ljubodrag Simonović (en serbe : Љубодраг Симоновић), né le 1er janvier 1949 à Kraljevo, dans la République socialiste de Serbie, est un ancien joueur yougoslave de basket-ball, évoluant au poste d'arrière. 

## Carrière

### Palmarès
- Champion du monde 1970
- Finaliste du championnat d'Europe 1969
- Finaliste du championnat d'Europe 1971